# Guglielmo Stendardo
Guglielmo Stendardo (Napels, 6 mei 1981) is een Italiaans betaald voetballer die bij voorkeur als verdediger speelt. Hij verruilde in 2012 Lazio Roma voor Atalanta Bergamo.